# Дзогчен (монастырь)
Монастырь Дзогчен (тиб. རྫོང་ཆེན་དགོན, rdzogs chen dgon pa) — один из шести основных монастырей, представляющих традицию Ньингма в тибетском буддизме, а также практику дзогчен. Монастырь расположен в уезде Деге в Гардзе-Тибетском автономном округе в провинции Сычуань в Китае.
Монастырь основал в  Дзогчен Пема Ригдзин (1625-1697), разные источники датируют основание монастыря по-разному - 1675 , 1684   или 1685 год.
При Четвёртом Дзогчен-ринпоче Гьялсе Шенпен Тайе учредил при монастыре университет Шри Сингха Шедра, однако через короткое время монастырь был полностью разрушен землетрясением в 1842 году. В монастыре проживали и преподавали знаменитые буддийские учителя  Кхенпо Пема Ваджра, Дза Патрул Ринпоче, Мипам Ринпоче и Кхенпо Шенга. Монастырь рос и возможно был самым крупным монастырём школы Ньингма за всю историю.
При Пятом Дзогчен-ринпоче (1872-1935) монастырь был на вершине своей активности, когда в нём проживало 500 монахов,  имелось 13 ритрит-центров и 280 подчинённых малых монастырей, охватывающих более десяти тысяч монахов, тулку, кхенпо. Здесь проводились сложные ритуалы, и фестивали с танцами, исполняемыми ламами. 
Здесь находилось главное хранилище Кончок Чиду - цикла Янгтер (Wylie: Byang gTer, Северная драгоценность), знаменитого терма, открытого тертоном Джацоном Ньингпо.
В 1936 главный храм сильно пострадал от пожара. Он был позже перестроен. В конце 1950-х годов монастырь ликвидирован китайскими властями, однако восстановлен в начале 1980-х годов.
После разрушения монастыря такой же монастырь был отстроен в Южной Индии по указанию Далай-ламы.